# Pîtres
Pîtres é uma comuna francesa na região administrativa da Normandia, no departamento de Eure. Estende-se por uma área de 10,99 km². Em 2010 a comuna tinha 2 606 habitantes (densidade: 237,1 hab./km²).